# Домініканська Республіка на Чемпіонаті світу з водних видів спорту 2015
Домініканська Республіка взяла участь у Чемпіонаті світу з водних видів спорту 2015, який пройшов у Казані (Росія) від 24 липня до 9 серпня.

## Стрибки у воду
Спортсмени Домініканської Республіки кваліфікувалися на змагання з індивідуальних стрибків у воду.
Чоловіки
| Спортсмен       | Дисципліна        | Попередні змагання | Попередні змагання | Півфінали       | Півфінали       | Фінал           | Фінал           |
| Спортсмен       | Дисципліна        | Очки               | Місце              | Очки            | Місце           | Очки            | Місце           |
| --------------- | ----------------- | ------------------ | ------------------ | --------------- | --------------- | --------------- | --------------- |
| Франдіель Гомес | Трамплін, 1 метр  | 282.35             | 33                 | Н/Д             | Н/Д             | Завершив виступ | Завершив виступ |
| Франдіель Гомес | Трамплін, 3 метри | 318.60             | 49                 | Завершив виступ | Завершив виступ | Завершив виступ | Завершив виступ |
| Франдіель Гомес | Вишка, 10 метрів  | 306.95             | 43                 | Завершив виступ | Завершив виступ | Завершив виступ | Завершив виступ |

## Плавання
Плавці Домініканської Республіки виконали кваліфікаційні нормативи в дисциплінах, які наведено в таблиці (не більш як 2 плавці на одну дисципліну за часом нормативу A, і не більш як 1 плавець на одну дисципліну за часом нормативу B):
Чоловіки
| Спортсмен      | Дисципліна           | Попередній заплив | Попередній заплив | Півфінал        | Півфінал        | Фінал           | Фінал           |
| Спортсмен      | Дисципліна           | Час               | Місце             | Час             | Місце           | Час             | Місце           |
| -------------- | -------------------- | ----------------- | ----------------- | --------------- | --------------- | --------------- | --------------- |
| Жан Луїс Гомес | 100 м на спині       | 59.69             | 55                | Завершив виступ | Завершив виступ | Завершив виступ | Завершив виступ |
| Жан Луїс Гомес | 200 м комплексом     | 2:09.59           | 45                | Завершив виступ | Завершив виступ | Завершив виступ | Завершив виступ |
| Джонні Перес   | 50 м вільним стилем  | 24.11             | 58                | Завершив виступ | Завершив виступ | Завершив виступ | Завершив виступ |
| Джонні Перес   | 100 м вільним стилем | 53.16             | 80                | Завершив виступ | Завершив виступ | Завершив виступ | Завершив виступ |

Жінки
| Спортсменка      | Дисципліна           | Попередній заплив | Попередній заплив | Півфінал         | Півфінал         | Фінал            | Фінал            |
| Спортсменка      | Дисципліна           | Час               | Місце             | Час              | Місце            | Час              | Місце            |
| ---------------- | -------------------- | ----------------- | ----------------- | ---------------- | ---------------- | ---------------- | ---------------- |
| Доріан Макменемі | 50 м вільним стилем  | 26.87             | 55                | Завершила виступ | Завершила виступ | Завершила виступ | Завершила виступ |
| Доріан Макменемі | 100 м вільним стилем | 59.37             | 63                | Завершила виступ | Завершила виступ | Завершила виступ | Завершила виступ |
| Аріанна Санна    | 200 м вільним стилем | 2:07.24           | 51                | Завершила виступ | Завершила виступ | Завершила виступ | Завершила виступ |
| Аріанна Санна    | 400 м вільним стилем | 4:39.87           | 47                | Н/Д              | Н/Д              | Завершив виступ  | Завершив виступ  |

Змішаний
| Спортсмени                                                 | Дисципліна                           | Попередній заплив | Попередній заплив | Фінал            | Фінал            |
| Спортсмени                                                 | Дисципліна                           | Час               | Місце             | Час              | Місце            |
| ---------------------------------------------------------- | ------------------------------------ | ----------------- | ----------------- | ---------------- | ---------------- |
| Джонні Перес Аріанна Санна Доріан Макменемі Жан Луїс Гомес | естафета 4x100 метрів вільним стилем | 3:43.85           | 18                | Завершили виступ | Завершили виступ |
| Аріанна Санна Жан Луїс Гомес Доріан Макменемі Джонні Перес | естафета 4x100 метрів комплексом     | 4:19.79           | 24                | Завершили виступ | Завершили виступ |